# النائب (فلم 2018)
النائب (بالإنجليزية vice) هو فيلم السيرة الذاتية و الدراما الكوميدية من تأليف وإخراج آدم مكاي. الفيلم من بطولة النجوم كريستيان بيل في دور ديك تشيني وإيمي آدمز ستيف كارل وسام روكويل وبيل بولمان وأليسون بيل في أدوار داعمة. الفيلم يروي قصة حياة ديك تشيني  السياسية وصعوده ليصبح أقوى نائب رئيس في تاريخ الولايات المتحدة الأمريكية. العمل هو ثاني فيلم روائي يصور إدارة جورج دبليو بوش بعد فيلم دبليو (فيلم) للمخرج أوليفر ستون، وثالث تعاون بين بيل وآدمز بعد المقاتل (فيلم) واحتيال أمريكي. تم الأعلان عن الفيلم في نوفمبر 2016، مع أختيار مكاي للكتابة والإخراج. انضم بيل للمشروع بدور تشيني في أبريل 2017، بينما أنضم باقي طاقم التمثيل طوال الفترة المتبقية من العام. بدأ التصوير الرئيسي في سبتمبر 2017.
عرض نائب في الولايات المتحدة يوم 25 ديسمبر 2018. الفيلم قسم النقاد بين معجب ومنتقد لكن أداء الممثلين خصوصاً بيل وآدمز تلقى إشادة جماعية. تلقى الفيلم العديد من الترشيحات للجوائز، من بينها ستة ترشيحات في غلودن غلوب.

## حبكة
الفيلم يسرد القصة كما اعتدنا في أفلام السيرة الذاتية سيناريو وشخصيات وتمثيل، ولكن إضافة إلى ذلك ياخذ من سرد الأفلام الوثائقية وهو تعليق على الاحداث والشخصيات بصوت خارجي بعيد عن الشخصيات، وهذا ما قد يعطي الفيلم الطابع التوثيقي الجاد، وان الاحداث حقيقية وليس مبالغ فيها من اجل الدراما السينمائية.

## الطاقم
- كريستيان بيل في دورديك تشيني
  - أليكس ماكنيكولي في دور ديك تشيني الصغير سنا
  - ايدن غيل في دور ديك تشيني الصغير سنا
- إيمي آدامز في دور لين تشيني
  - كايلي سبايني كما لين تشيني الصغيرة سنا
  - كارولين كينيدي في دور لين تشيني الصغيرة سنا
- ستيف كاريل كما دونالد رامسفيلد
- بيل بولمان في دور نيلسون روكفلر
- سام روكويل في دور جورج دبليو بوش
- أليسون بيل في دور ماري تشيني
- ليلي راب في دور ليز تشيني
- ستيفانيا لافي أوين باسم جوان / الراوي (صوت)
- آدم بارتلي في دور فرانك لاونتز
- ليزاجاي هاملتون في دور كوندوليزا رايس
- تايلر بيري في دور كولين باول
- شيا ويغام
- كيرك بوفيل في دور هنري كيسنجر
- جيليان أرمينت في دور كارين هيوز
- بيل كامب في دور جيرالد فورد
- جاستين كيرك كـ سكوتر سكوتر
- إدي مارسان كما بول وولفويتز

## الإنتاج
في 22 نوفمبر 2016، أعلنت شركة "باراماونت بيكتشرز" النية عن عمل فيلم يستند علي قصة حياة ديك تشيني الذي انتقل من منصب الرئيس التنفيذي لشركة هاليبرتون ليصبح أقوى نائب رئيس في التاريخ الأمريكي وأعلنت أيضا ان آدم مكاي سيقوم بكتابة وإخراج الفيلم. الفيلم من إنتاج براد بيت، ديدي غاردنر وجيريمي كلينر. أعلن في 31 آب/أغسطس أن سام روكويل سيقوم بدور جورج دبليو بوش 
بدء الإنتاج في أواخر أيلول / سبتمبر 2017. انضم لفريق عمل الفيلم كل من تايلر بيري وليلي رابي، لأداء دور كولن باول وليز تشيني في تشرين الأول / أكتوبر على التوالي.

## الإصدار
صدر الفيلم في 25 ديسمبر 2018 في الولايات المتحدة. وكان من المقرر سابقا أن يصدر في 14 ديسمبر / كانون الأول 2018.

## وصلات خارجية
- مقالات تستعمل روابط فنية بلا صلة مع ويكي بيانات

لا توجد روابط لمواقع التواصل الاجتماعي.